# New Holland (Pensilvania)
New Holland es un borough ubicado en el condado de Lancaster en el estado estadounidense de Pensilvania. En el año 2000 tenía una población de 5,092 habitantes y una densidad poblacional de 944 personas por km².

## Geografía
New Holland se encuentra ubicado en las coordenadas 40°6′8″N 76°5′16″O / 40.10222, -76.08778.

## Demografía
Según la Oficina del Censo en 2000 los ingresos medios por hogar en la localidad eran de $44,446 y los ingresos medios por familia eran $50,758. Los hombres tenían unos ingresos medios de $37,002 frente a los $25,766 para las mujeres. La renta per cápita para la localidad era de $20,187. Alrededor del 5.2% de la población estaba por debajo del umbral de pobreza.